# Jens Edvard Kraft
Jens Edvard Kraft (22. december 1784 – 21. juli 1853) var en norsk statistiker og litteraturhistoriker.
Kraft blev student i København i 1800, i 1808 tog han juridisk embedseksamen og fik ansættelse som oversætter ved retten i Kristiansand. I 1817 blev han kongelig fuldmægtig i Norges indenrigsministerium, i 1822 bureauchef i finansministeriet og i 1828 ekspeditionssekretær i revisionsministeriet. I år 1832 udnævntes han til sorenskriver i Mandal. Sammen med Jens Kristian Berg udgav han de syv første udgaver af det topografiske-historiske tidsskrift "Budstikken" (1817-26). Han har desuden skrevet Historisk-Topografisk Haandbog over Kongeriget Norge (1845-48).